# Campionat Britànic de futbol
El Campionat Britànic de futbol (conegut en anglès com British Home Championship, Home International Championship, Home Internationals o British Championship, i oficialment the International Championship) fou una competició anual de futbol disputada entre les quatre seleccions del Regne Unit, Anglaterra, Escòcia, Gal·les i Irlanda del Nord (Irlanda abans de la seva partició), que es disputà entre el 1883-84 fins al 1983-84.

## Historial
| Any       | Campió                                            | Segon                                             | Tercer                                            | Quart                                             |
| --------- | ------------------------------------------------- | ------------------------------------------------- | ------------------------------------------------- | ------------------------------------------------- |
| 1883-1884 | Escòcia                                           | Anglaterra                                        | Gal·les                                           | Irlanda                                           |
| 1884-1885 | Escòcia                                           | Anglaterra                                        | Gal·les                                           | Irlanda                                           |
| 1885-1886 | Escòcia / Anglaterra                              | Escòcia / Anglaterra                              | Gal·les                                           | Irlanda                                           |
| 1886-1887 | Escòcia                                           | Anglaterra                                        | Irlanda                                           | Gal·les                                           |
| 1887-1888 | Anglaterra                                        | Escòcia                                           | Gal·les                                           | Irlanda                                           |
| 1888-1889 | Escòcia                                           | Anglaterra                                        | Gal·les                                           | Irlanda                                           |
| 1889-1890 | Anglaterra / Escòcia                              | Anglaterra / Escòcia                              | Gal·les                                           | Irlanda                                           |
| 1890-1891 | Anglaterra                                        | Escòcia                                           | Irlanda                                           | Gal·les                                           |
| 1891-1892 | Anglaterra                                        | Escòcia                                           | Irlanda / Gal·les                                 | Irlanda / Gal·les                                 |
| 1892-1893 | Anglaterra                                        | Escòcia                                           | Irlanda                                           | Gal·les                                           |
| 1893-1894 | Escòcia                                           | Anglaterra                                        | Gal·les                                           | Irlanda                                           |
| 1894-1895 | Anglaterra                                        | Gal·les / Escòcia                                 | Gal·les / Escòcia                                 | Irlanda                                           |
| 1895-1896 | Escòcia                                           | Anglaterra                                        | Gal·les                                           | Irlanda                                           |
| 1896-1897 | Escòcia                                           | Anglaterra                                        | Irlanda                                           | Gal·les                                           |
| 1897-1898 | Anglaterra                                        | Escòcia                                           | Irlanda                                           | Gal·les                                           |
| 1898-1899 | Anglaterra                                        | Escòcia                                           | Irlanda                                           | Gal·les                                           |
| 1899-1900 | Escòcia                                           | Gal·les / Anglaterra                              | Gal·les / Anglaterra                              | Irlanda                                           |
| 1900-1901 | Anglaterra                                        | Escòcia                                           | Gal·les                                           | Irlanda                                           |
| 1901-1902 | Escòcia                                           | Anglaterra                                        | Irlanda                                           | Gal·les                                           |
| 1902-1903 | Anglaterra / Irlanda / Escòcia                    | Anglaterra / Irlanda / Escòcia                    | Anglaterra / Irlanda / Escòcia                    | Gal·les                                           |
| 1903-1904 | Anglaterra                                        | Irlanda                                           | Escòcia / Gal·les                                 | Escòcia / Gal·les                                 |
| 1904-1905 | Anglaterra                                        | Gal·les                                           | Escòcia / Irlanda                                 | Escòcia / Irlanda                                 |
| 1905-1906 | Anglaterra / Escòcia                              | Anglaterra / Escòcia                              | Gal·les                                           | Irlanda                                           |
| 1906-1907 | Gal·les                                           | Anglaterra                                        | Escòcia                                           | Irlanda                                           |
| 1907-1908 | Anglaterra / Escòcia                              | Anglaterra / Escòcia                              | Irlanda                                           | Gal·les                                           |
| 1908-1909 | Anglaterra                                        | Gal·les                                           | Escòcia                                           | Irlanda                                           |
| 1909-1910 | Escòcia                                           | Anglaterra / Irlanda                              | Anglaterra / Irlanda                              | Gal·les                                           |
| 1910-1911 | Anglaterra                                        | Escòcia                                           | Gal·les                                           | Irlanda                                           |
| 1911-1912 | Anglaterra / Escòcia                              | Anglaterra / Escòcia                              | Irlanda                                           | Gal·les                                           |
| 1912-1913 | Anglaterra                                        | Escòcia / Gal·les                                 | Escòcia / Gal·les                                 | Irlanda                                           |
| 1913-1914 | Irlanda                                           | Escòcia                                           | Anglaterra                                        | Gal·les                                           |
| 1914-1915 | No es disputà per la I Guerra Mundial             | No es disputà per la I Guerra Mundial             | No es disputà per la I Guerra Mundial             | No es disputà per la I Guerra Mundial             |
| 1915-1916 | No es disputà per la I Guerra Mundial             | No es disputà per la I Guerra Mundial             | No es disputà per la I Guerra Mundial             | No es disputà per la I Guerra Mundial             |
| 1916-1917 | No es disputà per la I Guerra Mundial             | No es disputà per la I Guerra Mundial             | No es disputà per la I Guerra Mundial             | No es disputà per la I Guerra Mundial             |
| 1917-1918 | No es disputà per la I Guerra Mundial             | No es disputà per la I Guerra Mundial             | No es disputà per la I Guerra Mundial             | No es disputà per la I Guerra Mundial             |
| 1918-1919 | No es disputà per la I Guerra Mundial             | No es disputà per la I Guerra Mundial             | No es disputà per la I Guerra Mundial             | No es disputà per la I Guerra Mundial             |
| 1919-1920 | Gal·les                                           | Escòcia / Anglaterra                              | Escòcia / Anglaterra                              | Irlanda                                           |
| 1920-1921 | Escòcia                                           | Gal·les / Anglaterra                              | Gal·les / Anglaterra                              | Irlanda                                           |
| 1921-1922 | Escòcia                                           | Gal·les / Anglaterra                              | Gal·les / Anglaterra                              | Irlanda                                           |
| 1922-1923 | Escòcia                                           | Anglaterra                                        | Irlanda                                           | Gal·les                                           |
| 1923-1924 | Gal·les                                           | Escòcia                                           | Irlanda                                           | Anglaterra                                        |
| 1924-1925 | Escòcia                                           | Anglaterra                                        | Gal·les / Irlanda                                 | Gal·les / Irlanda                                 |
| 1925-1926 | Escòcia                                           | Irlanda                                           | Gal·les                                           | Anglaterra                                        |
| 1926-1927 | Escòcia / Anglaterra                              | Escòcia / Anglaterra                              | Gal·les / Irlanda                                 | Gal·les / Irlanda                                 |
| 1927-1928 | Gal·les                                           | Irlanda                                           | Escòcia                                           | Anglaterra                                        |
| 1928-1929 | Escòcia                                           | Anglaterra                                        | Gal·les / Irlanda                                 | Gal·les / Irlanda                                 |
| 1929-1930 | Anglaterra                                        | Escòcia                                           | Irlanda                                           | Gal·les                                           |
| 1930-1931 | Anglaterra / Escòcia                              | Anglaterra / Escòcia                              | Gal·les                                           | Irlanda                                           |
| 1931-1932 | Anglaterra                                        | Escòcia                                           | Irlanda                                           | Gal·les                                           |
| 1932-1933 | Gal·les                                           | Escòcia                                           | Anglaterra                                        | Irlanda                                           |
| 1933-1934 | Gal·les                                           | Anglaterra                                        | Irlanda                                           | Escòcia                                           |
| 1934-1935 | Escòcia / Anglaterra                              | Escòcia / Anglaterra                              | Gal·les / Irlanda                                 | Gal·les / Irlanda                                 |
| 1935-1936 | Escòcia                                           | Gal·les / Anglaterra                              | Gal·les / Anglaterra                              | Irlanda                                           |
| 1936-1937 | Gal·les                                           | Escòcia                                           | Anglaterra                                        | Irlanda                                           |
| 1937-1938 | Anglaterra                                        | Escòcia / Irlanda                                 | Escòcia / Irlanda                                 | Gal·les                                           |
| 1938-1939 | Anglaterra / Gal·les / Escòcia                    | Anglaterra / Gal·les / Escòcia                    | Anglaterra / Gal·les / Escòcia                    | Irlanda                                           |
| 1939-1940 | No es disputà per la II Guerra Mundial            | No es disputà per la II Guerra Mundial            | No es disputà per la II Guerra Mundial            | No es disputà per la II Guerra Mundial            |
| 1940-1941 | No es disputà per la II Guerra Mundial            | No es disputà per la II Guerra Mundial            | No es disputà per la II Guerra Mundial            | No es disputà per la II Guerra Mundial            |
| 1941-1942 | No es disputà per la II Guerra Mundial            | No es disputà per la II Guerra Mundial            | No es disputà per la II Guerra Mundial            | No es disputà per la II Guerra Mundial            |
| 1942-1943 | No es disputà per la II Guerra Mundial            | No es disputà per la II Guerra Mundial            | No es disputà per la II Guerra Mundial            | No es disputà per la II Guerra Mundial            |
| 1943-1944 | No es disputà per la II Guerra Mundial            | No es disputà per la II Guerra Mundial            | No es disputà per la II Guerra Mundial            | No es disputà per la II Guerra Mundial            |
| 1944-1945 | No es disputà per la II Guerra Mundial            | No es disputà per la II Guerra Mundial            | No es disputà per la II Guerra Mundial            | No es disputà per la II Guerra Mundial            |
| 1945-1946 | No es disputà per la II Guerra Mundial            | No es disputà per la II Guerra Mundial            | No es disputà per la II Guerra Mundial            | No es disputà per la II Guerra Mundial            |
| 1946-1947 | Anglaterra                                        | Irlanda                                           | Escòcia / Gal·les                                 | Escòcia / Gal·les                                 |
| 1947-1948 | Anglaterra                                        | Gal·les                                           | Irlanda                                           | Escòcia                                           |
| 1948-1949 | Escòcia                                           | Anglaterra                                        | Gal·les                                           | Irlanda                                           |
| 1949-1950 | Anglaterra                                        | Escòcia                                           | Gal·les / Irlanda                                 | Gal·les / Irlanda                                 |
| 1950-1951 | Escòcia                                           | Anglaterra                                        | Gal·les                                           | Irlanda del Nord                                  |
| 1951-1952 | Gal·les / Anglaterra                              | Gal·les / Anglaterra                              | Escòcia                                           | Irlanda del Nord                                  |
| 1952-1953 | Escòcia / Anglaterra                              | Escòcia / Anglaterra                              | Gal·les / Irlanda del Nord                        | Gal·les / Irlanda del Nord                        |
| 1953-1954 | Anglaterra                                        | Escòcia                                           | Irlanda del Nord                                  | Gal·les                                           |
| 1954-1955 | Anglaterra                                        | Escòcia                                           | Gal·les                                           | Irlanda del Nord                                  |
| 1955-1956 | Anglaterra / Escòcia / Gal·les / Irlanda del Nord | Anglaterra / Escòcia / Gal·les / Irlanda del Nord | Anglaterra / Escòcia / Gal·les / Irlanda del Nord | Anglaterra / Escòcia / Gal·les / Irlanda del Nord |
| 1956-1957 | Anglaterra                                        | Escòcia                                           | Gal·les / Irlanda del Nord                        | Gal·les / Irlanda del Nord                        |
| 1957-1958 | Anglaterra / Irlanda del Nord                     | Anglaterra / Irlanda del Nord                     | Escòcia / Gal·les                                 | Escòcia / Gal·les                                 |
| 1958-1959 | Irlanda del Nord / Anglaterra                     | Irlanda del Nord / Anglaterra                     | Escòcia                                           | Gal·les                                           |
| 1959-1960 | Escòcia / Anglaterra / Gal·les                    | Escòcia / Anglaterra / Gal·les                    | Escòcia / Anglaterra / Gal·les                    | Irlanda del Nord                                  |
| 1960-1961 | Anglaterra                                        | Gal·les                                           | Escòcia                                           | Irlanda del Nord                                  |
| 1961-1962 | Escòcia                                           | Gal·les                                           | Anglaterra                                        | Irlanda del Nord                                  |
| 1962-1963 | Escòcia                                           | Anglaterra                                        | Gal·les                                           | Irlanda del Nord                                  |
| 1963-1964 | Anglaterra / Escòcia / Irlanda del Nord           | Anglaterra / Escòcia / Irlanda del Nord           | Anglaterra / Escòcia / Irlanda del Nord           | Gal·les                                           |
| 1964-1965 | Anglaterra                                        | Gal·les                                           | Escòcia                                           | Irlanda del Nord                                  |
| 1965-1966 | Anglaterra                                        | Irlanda del Nord                                  | Escòcia                                           | Gal·les                                           |
| 1966-1967 | Escòcia                                           | Anglaterra                                        | Gal·les                                           | Irlanda del Nord                                  |
| 1967-1968 | Anglaterra                                        | Escòcia                                           | Gal·les / Irlanda del Nord                        | Gal·les / Irlanda del Nord                        |
| 1968-1969 | Anglaterra                                        | Escòcia                                           | Irlanda del Nord                                  | Gal·les                                           |
| 1969-1970 | Anglaterra / Gal·les / Escòcia                    | Anglaterra / Gal·les / Escòcia                    | Anglaterra / Gal·les / Escòcia                    | Irlanda del Nord                                  |
| 1970-1971 | Anglaterra                                        | Irlanda del Nord                                  | Gal·les                                           | Escòcia                                           |
| 1971-1972 | Escòcia / Anglaterra                              | Escòcia / Anglaterra                              | Irlanda del Nord                                  | Gal·les                                           |
| 1972-1973 | Anglaterra                                        | Irlanda del Nord                                  | Escòcia                                           | Gal·les                                           |
| 1973-1974 | Escòcia / Anglaterra                              | Escòcia / Anglaterra                              | Gal·les / Irlanda del Nord                        | Gal·les / Irlanda del Nord                        |
| 1974-1975 | Anglaterra                                        | Escòcia                                           | Irlanda del Nord                                  | Gal·les                                           |
| 1975-1976 | Escòcia                                           | Anglaterra                                        | Gal·les                                           | Irlanda del Nord                                  |
| 1976-1977 | Escòcia                                           | Gal·les                                           | Anglaterra                                        | Irlanda del Nord                                  |
| 1977-1978 | Anglaterra                                        | Gal·les                                           | Escòcia                                           | Irlanda del Nord                                  |
| 1978-1979 | Anglaterra                                        | Gal·les                                           | Escòcia                                           | Irlanda del Nord                                  |
| 1979-1980 | Irlanda del Nord                                  | Anglaterra                                        | Gal·les                                           | Escòcia                                           |
| 1980-1981 | Abandonat per problemes civils a Irlanda del Nord | Abandonat per problemes civils a Irlanda del Nord | Abandonat per problemes civils a Irlanda del Nord | Abandonat per problemes civils a Irlanda del Nord |
| 1981-1982 | Anglaterra                                        | Escòcia                                           | Gal·les                                           | Irlanda del Nord                                  |
| 1982-1983 | Anglaterra                                        | Escòcia                                           | Irlanda del Nord                                  | Gal·les                                           |
| 1983-1984 | Irlanda del Nord                                  | Gal·les                                           | Anglaterra                                        | Escòcia                                           |

- Quan els equips resten empatats comparteixen la posició (el títol si és el cas), i són llistats en funció de la seva diferència de gols.

## Palmarès
- 54  Anglaterra (inclosos 20 compartits)
- 41  Escòcia (inclosos 17 compartits)
- 12  Gal·les (inclosos 5 compartits)
- 8 / Irlanda/Irlanda del Nord (inclosos 5 compartits)

### Palmarès per països
| Selecció                               | Títols | Subcampió | 3r lloc | 4t lloc |
| -------------------------------------- | --- | --- | --- | --- |
| Anglaterra                             | 54 -18 compartits- (1886*, 1888, 1890*, 1891, 1892, 1893, 1895, 1898, 1899, 1901, 1903*, 1904, 1905, 1906*, 1908*, 1909, 1911, 1912*, 1913, 1927*, 1930, 1931*, 1932, 1935*, 1938, 1939*, 1947, 1948, 1950, 1952*, 1953, 1954, 1955, 1956*, 1957, 1958*, 1959*, 1960*, 1961, 1964, 1965, 1966, 1968, 1969, 1970*, 1971, 1972*, 1973, 1974*, 1975, 1978, 1979, 1982, 1983) | 25 -5 compartits- (1884, 1885, 1887, 1889, 1894, 1896, 1897, 1900*, 1902, 1907, 1910*, 1920*, 1921*, 1922, 1923, 1925, 1929, 1934, 1936*, 1949, 1951, 1963, 1967, 1976, 1980)            | 6 (1914, 1933, 1937, 1962, 1977, 1984) | 3 (1924, 1926, 1928) |
| Escòcia                                | 40 -15 compartits- (1884, 1885, 1886*, 1887, 1889, 1890*, 1894, 1896, 1897, 1900, 1902, 1903*, 1906*, 1908*, 1910, 1912*, 1921, 1922, 1923, 1925, 1926, 1927*, 1929, 1931*, 1935*, 1936, 1949, 1951, 1953*, 1956*, 1960*, 1962, 1963, 1964*, 1967, 1970*, 1972, 1974*, 1976, 1977)                                                                                        | 27 -4 compartits- (1888, 1891, 1892, 1893, 1895*, 1898, 1899, 1901, 1911, 1913*, 1914, 1920*, 1924, 1930, 1932, 1933, 1937, 1938*, 1950, 1954, 1955, 1957, 1968, 1969, 1975, 1982, 1983) | 15 -4 compartits- (1904*, 1905*, 1907, 1909, 1928, 1947*, 1952, 1958*, 1959, 1961, 1965, 1966, 1973, 1978, 1979) | 5 (1934, 1948, 1971, 1980, 1984) |
| Gal·les                                | 12 -5 compartits- (1907, 1920, 1924, 1928, 1933, 1934, 1937, 1939*, 1952*, 1956*, 1960*, 1970*) | 16 -6 compartits- (1895*, 1900*, 1905, 1909, 1913*, 1921*, 1922*, 1936*, 1948, 1961, 1962, 1965, 1977, 1978, 1979, 1984)                                                                 | 34 -12 compartits- (1884, 1885, 1886, 1888, 1889, 1890, 1892*, 1894, 1896, 1901, 1904*, 1906, 1911, 1925*, 1926, 1927*, 1929*, 1931, 1935*, 1947*, 1949, 1950*, 1951, 1953*, 1955, 1957*, 1963, 1967, 1968*, 1971, 1974*, 1976, 1980, 1982) | 25 (1887, 1891, 1893, 1897, 1898, 1899, 1902, 1903, 1908, 1910, 1912, 1914, 1923, 1930, 1932, 1938, 1954, 1959, 1964, 1966, 1969, 1972, 1973, 1975, 1983)                                                                                           |
| Irlanda del Nord · Irlanda (unificada) | 8 -5 compartits- (1903*, 1914, 1956*, 1958*, 1959*, 1964*, 1980, 1984) | 9 -2 compartits- (1904, 1910*, 1926, 1928, 1938*, 1947, 1966, 1971, 1973) | 31 -11 compartits- (1887, 1891, 1892*, 1893, 1897, 1898, 1899, 1902, 1905*, 1908, 1912, 1923, 1924, 1925*, 1927*, 1929*, 1930, 1932, 1934, 1935*, 1948, 1950*, 1953*, 1954, 1957*, 1968*, 1969, 1972, 1974*, 1975, 1983)                    | 40 (1884, 1885, 1886, 1888, 1889, 1890, 1894, 1895, 1896, 1900, 1901, 1906, 1907, 1909, 1911, 1913, 1920, 1921, 1922, 1931, 1933, 1936, 1937, 1939, 1949, 1951, 1952, 1955, 1960, 1961, 1962, 1963, 1965, 1967, 1970, 1976, 1977, 1978, 1979, 1982) |

(*) Títols i llocs compartits